# القرمشية
القرمشية قرية سوريّة تتبع إداريّاً لمحافظة ريف دمشق منطقة دوما ناحية الغزلانية، بلغ تعداد سكانها 856 نسمة حسب التعداد السكاني لعام 2004.